# Каменный цветок (фонтан)
Фонтан «Каменный цветок» — один из трёх главных фонтанов ВДНХ. Создан к открытию ВДНХ в 1954 году по проекту архитектора Константина Топуридзе и скульптора Прокопия Добрынина. Расположен на Центральной аллее, на площади колхозов, напротив павильона «Украина».

## История
К открытию ВСХВ в 1939 году главный архитектор выставки Вячеслав Олтаржевский совместно с Георгием Гольцем и С. Н. Кожиной построили довольно лаконичный фонтан, обрамлённый двумя гигантскими рогами изобилия, стоящими на постаментах со стороны Главного павильона. Однако недолговечность материалов и общая скромность замысла послужила причиной решения создать за время реконструкции ВСХВ новый, более впечатляющий фонтан.

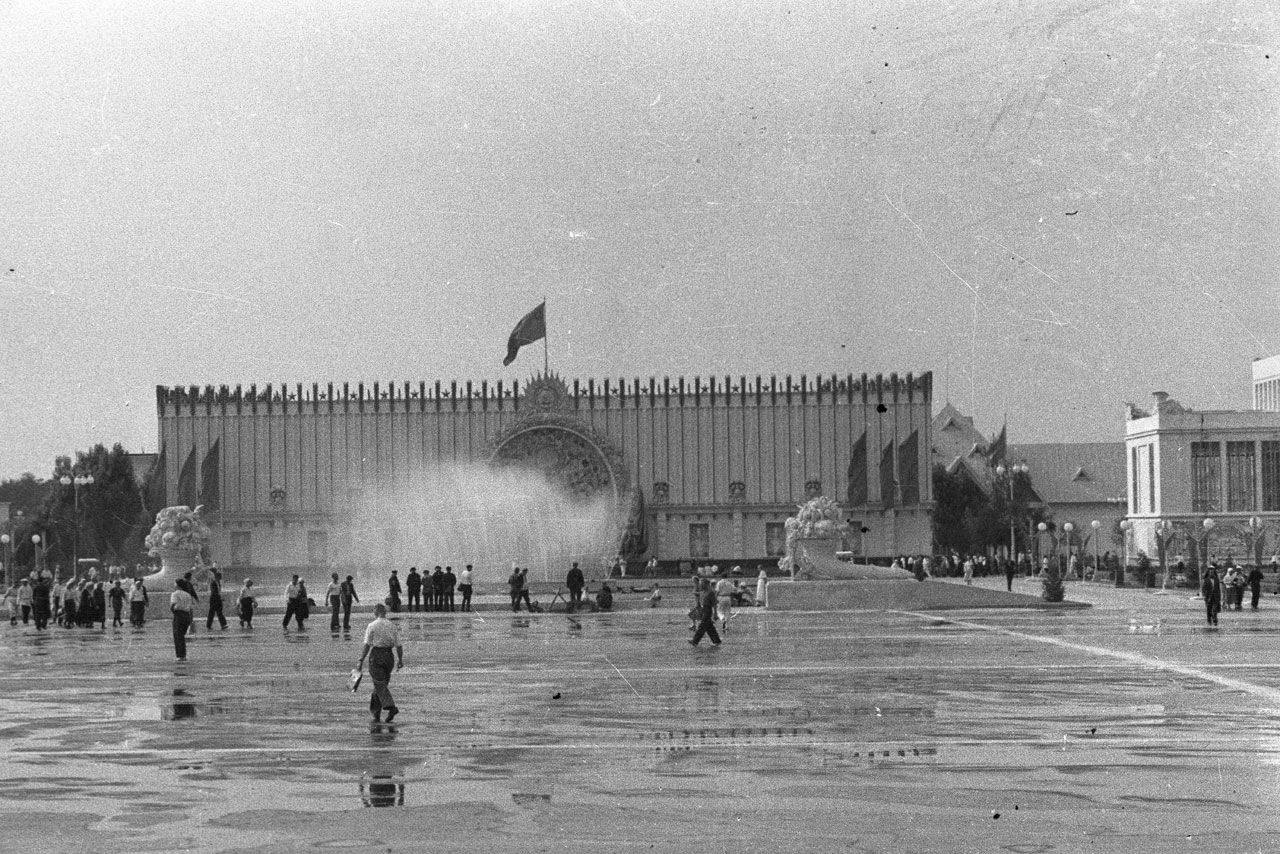
Главный фонтан 1939 года

Изначально архитектор Константин Топуридзе и скульптор Прокопий Добрынин задумали увенчать центральную чашу фонтана композицией «Золотой сноп», окружённой шестнадцатью фигурами, отсылающими к 16 Союзным республикам. Однако в 1951 году эту идею решили воплотить в фонтане, расположенном ближе к Главному павильону, — он сейчас известен как «Дружба народов». К тому моменту гидравлика, над которой работали инженеры Б. А. Новиков, А. С. Веткин и Л. Л. Кеслер, уже была смонтирована. Её решено было оставить, а уже готовый «сноп» демонтировать.
Для фонтана была найдена новая идея. Ещё до Великой Отечественной войны публиковались сказы Павла Бажова из сборника «Малахитовая шкатулка». Они получили большую популярность и широкое отражение в культуре: уже в 1946 на экраны вышел фильм «Каменный цветок» Александра Птушко, в феврале 1954 года в Большом театре поставили балет Сергея Прокофьева «Каменный цветок», а в августе вместе с открытием ВДНХ заработал фонтан «Каменный цветок».

## Архитектура
Центральная композиция — огромный цветок, набранный из больших бетонных плит, облицованных многоцветной смальтой. Мозаичные работы выполнены в мастерской Академии художеств СССР. Двухъярусное основание облицовано мелким красным гранитом. И некоторым исследователям своей ступенчатой композицией «Каменный цветок» напоминает созданный в 1670 году фонтан «Латона» в Версале.
По периметру бассейна фонтан украшен композициями из рогов изобилия, ваз, фруктов и колосьев. Бассейн украшают шестнадцать гранитных столов, заставленных яствами из союзных республик. Изначальная идея показать дары природы каждой из республик не была реализована в полной мере — сделали лишь три композиции и после их «скопировали» на остальные постаменты. Также в бассейне расположены бронзовые фигуры-фонтанчики гусей и осетров, над которыми работали скульпторы 3. В. Рылеева и В. В. Александрова-Рославлева.
Из лепестков цветка и четырёх групп фонтанов в бассейне могли одновременно бить до 1000 струй. Всю систему приводили в действие 11 насосов общей мощностью 780 кВт, благодаря им фонтан расходовал до 2000 литров в секунду. Дополняли картину разноцветные лампы, подсвечивавшие воду. Существует версия, что в качестве музыкального сопровождения для фонтана звучала «Праздничная увертюра» Дмитрия Шостаковича, что делало «Каменный цветок» первым в СССР цветомузыкальным фонтаном.

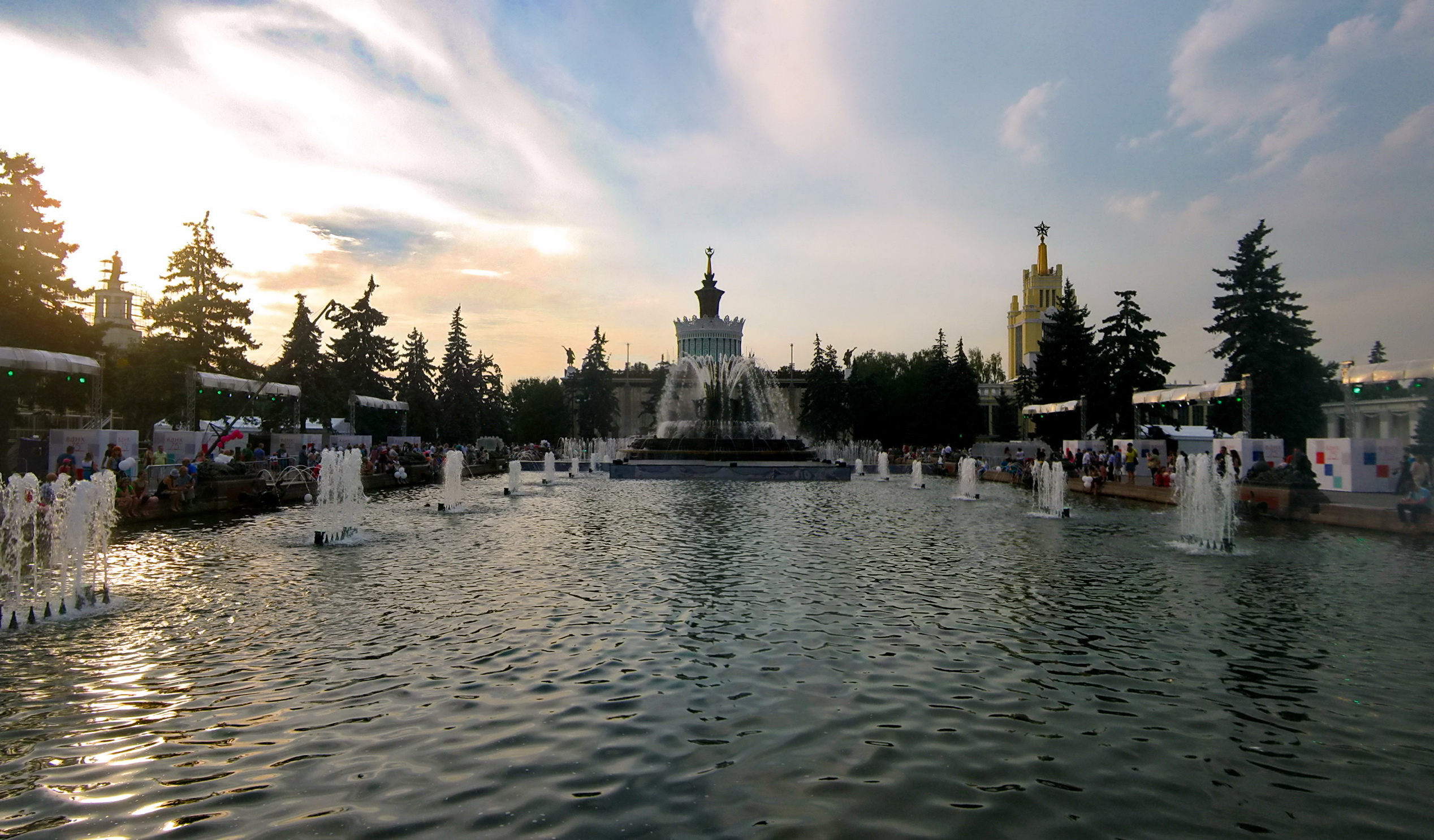
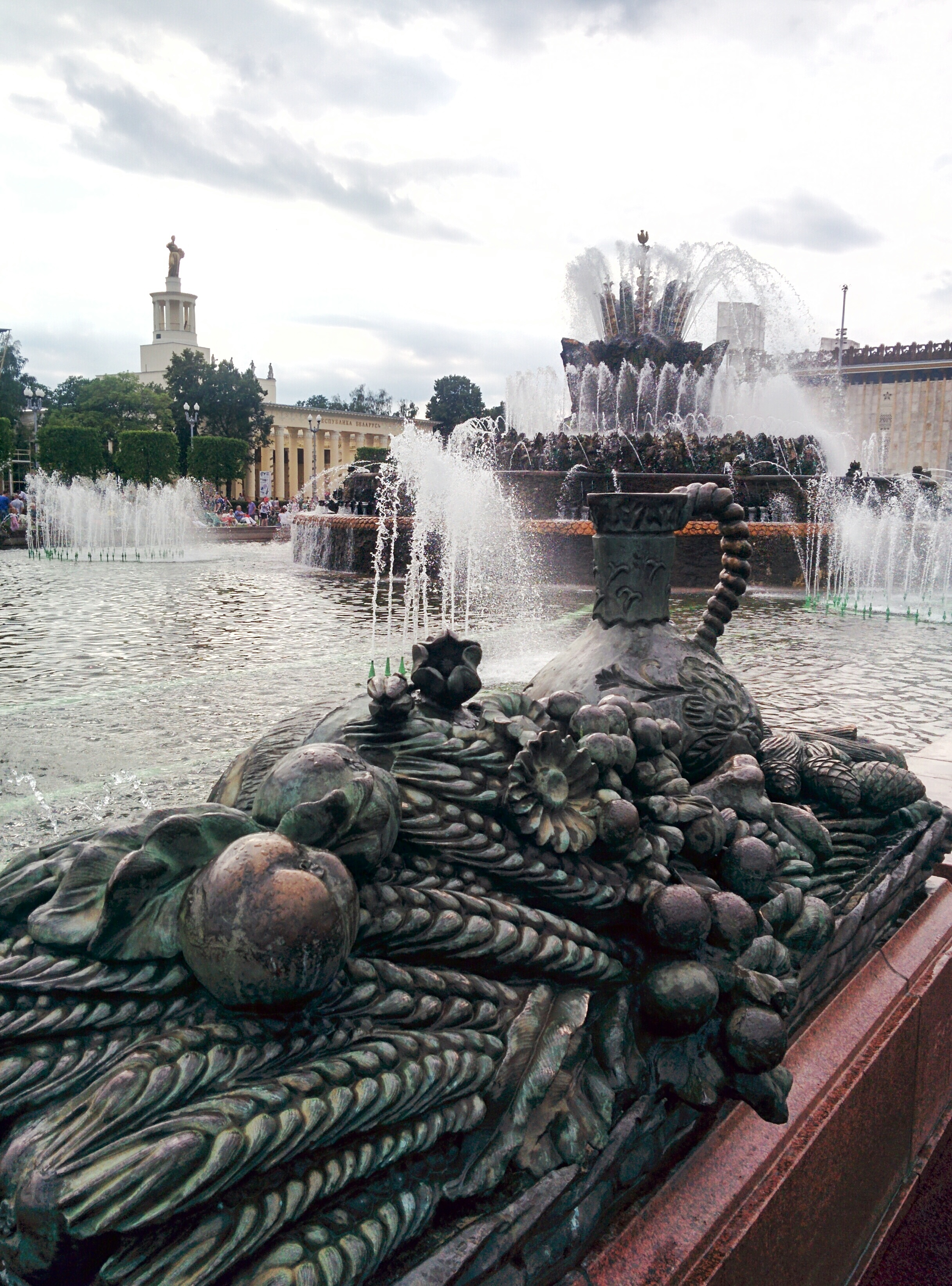
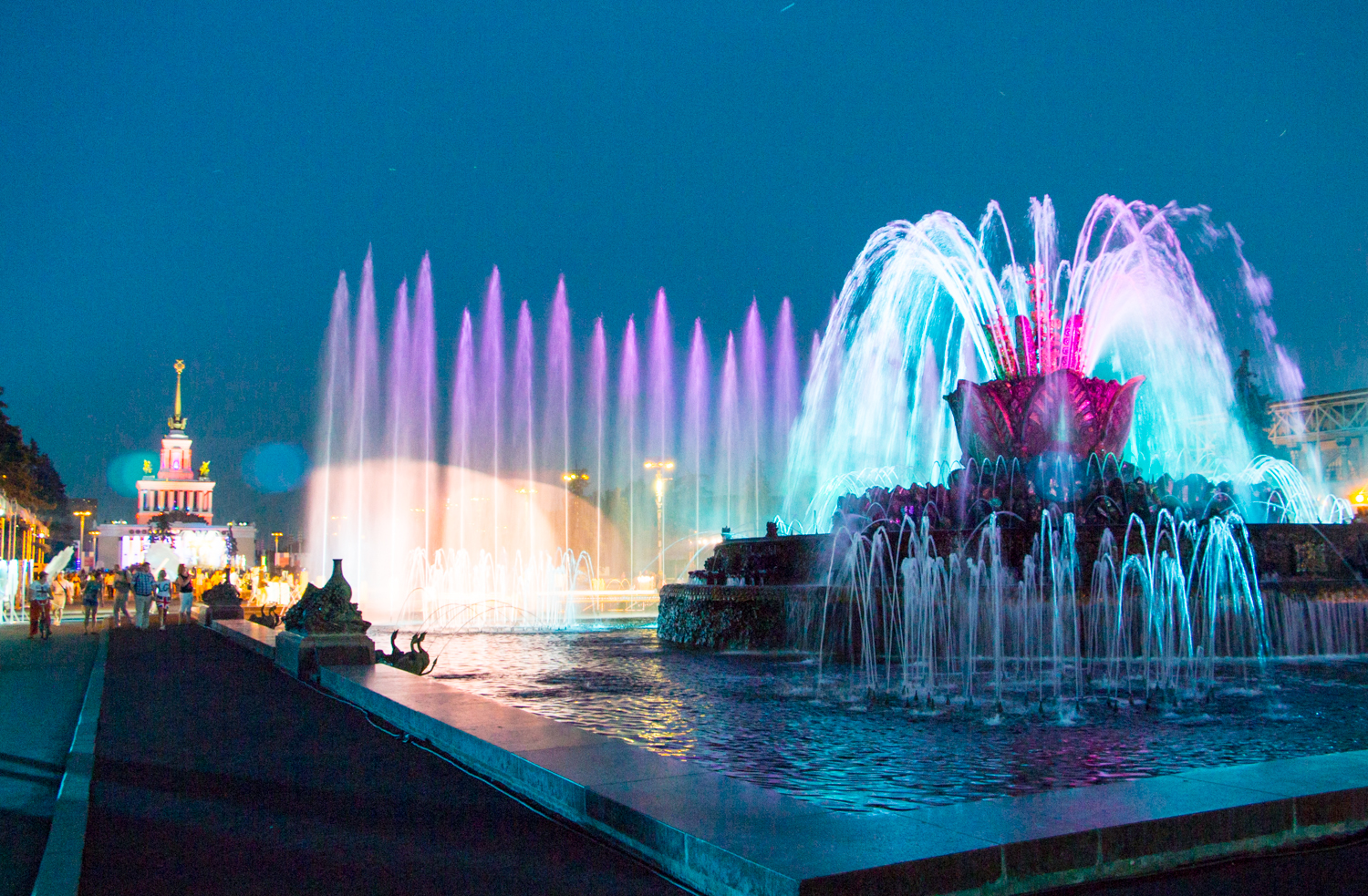
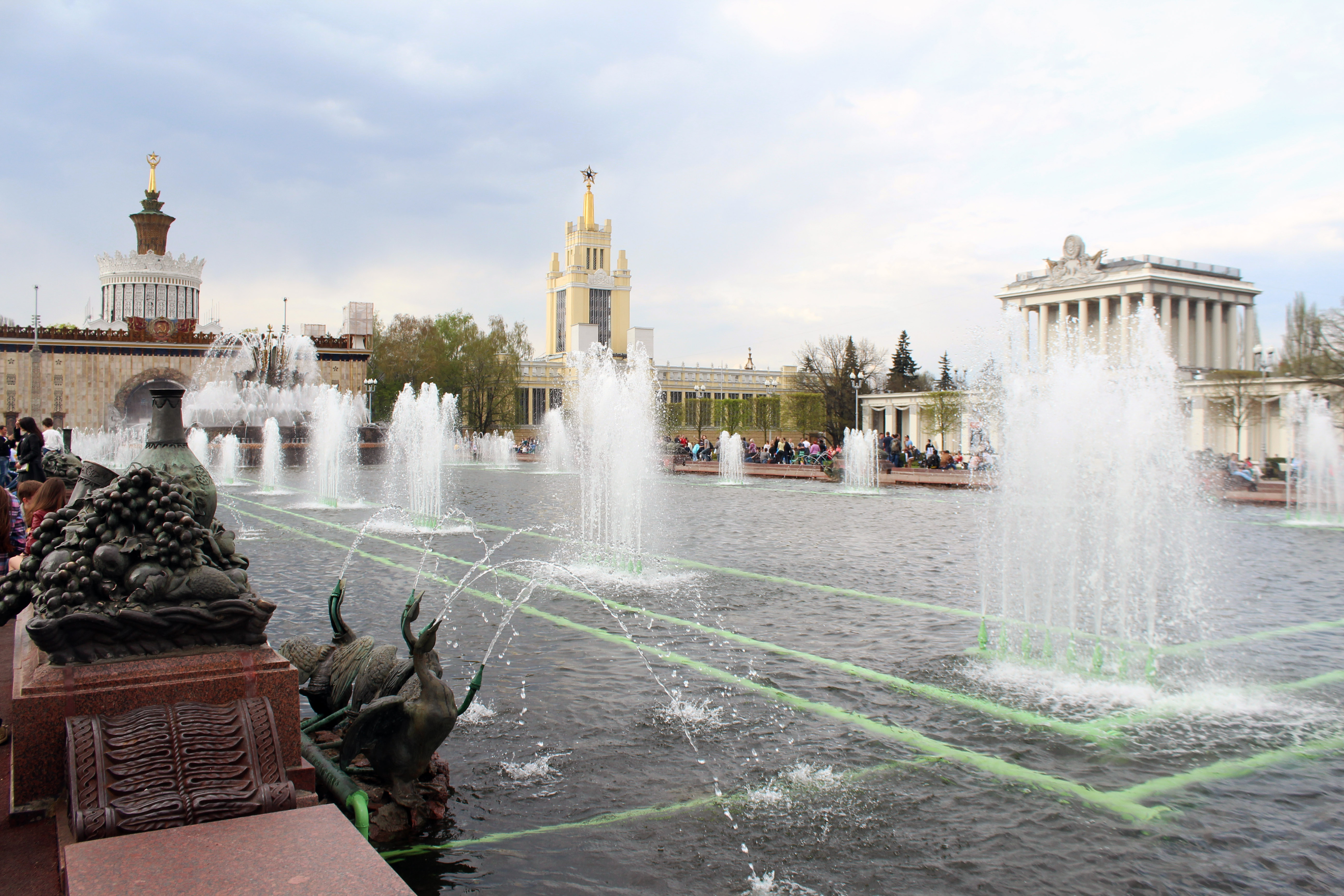
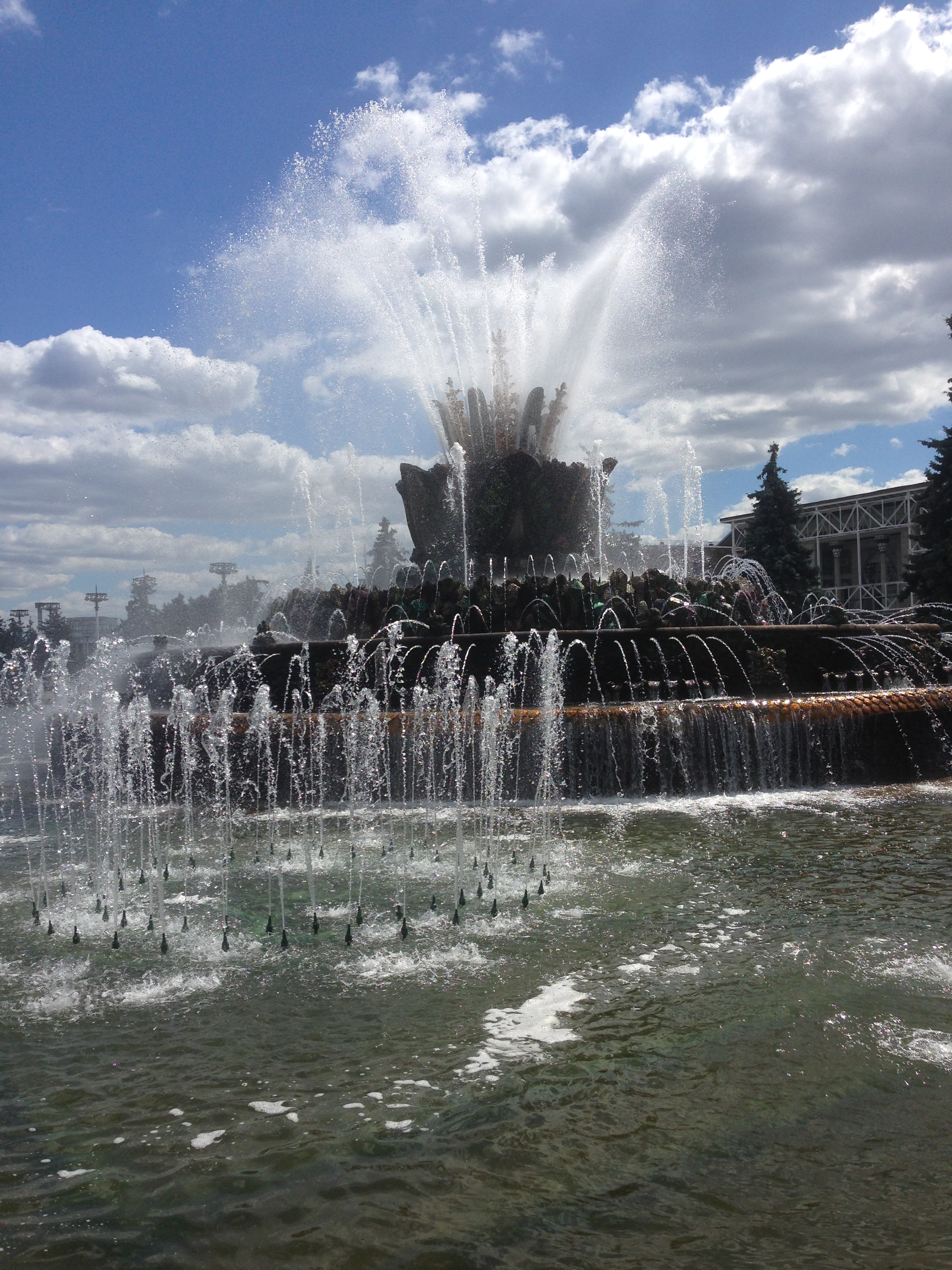

## Современное состояние
В начале 2010-х фонтан не работал из-за вышедших из строя двигателей. К летнему сезону 2014 года были укреплены железобетонные конструкции. Многие фигуры бронзовых гусей были вандализированы — у них утеряны головы. Исчезли фигуры осетров.
На фонтане «Каменный цветок» проводится ремонт инженерных систем. Ожидалось, что ремонт будет начат в 2018 после празднования Дня Города в сентябре. В итоге работы по реконструкции завершились в апреле 2019 года; их результат вызвал широкую общественную дискуссию. 30 апреля 2019 года фонтан «Каменный цветок» был открыт после реставрации.